# Ambiente (biologia)

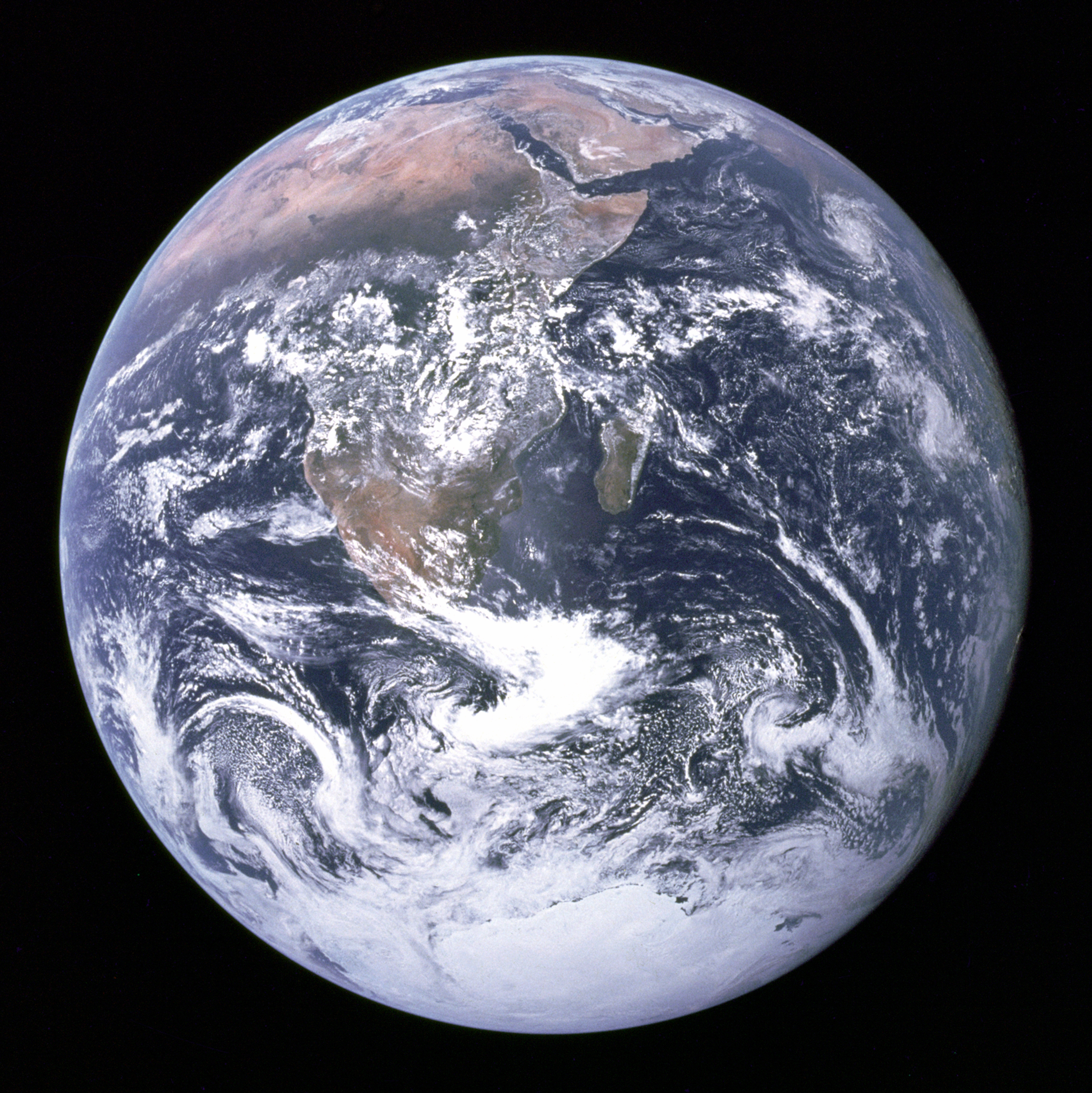
Il pianeta Terra costituisce l'ambiente nel senso più ampio del termine

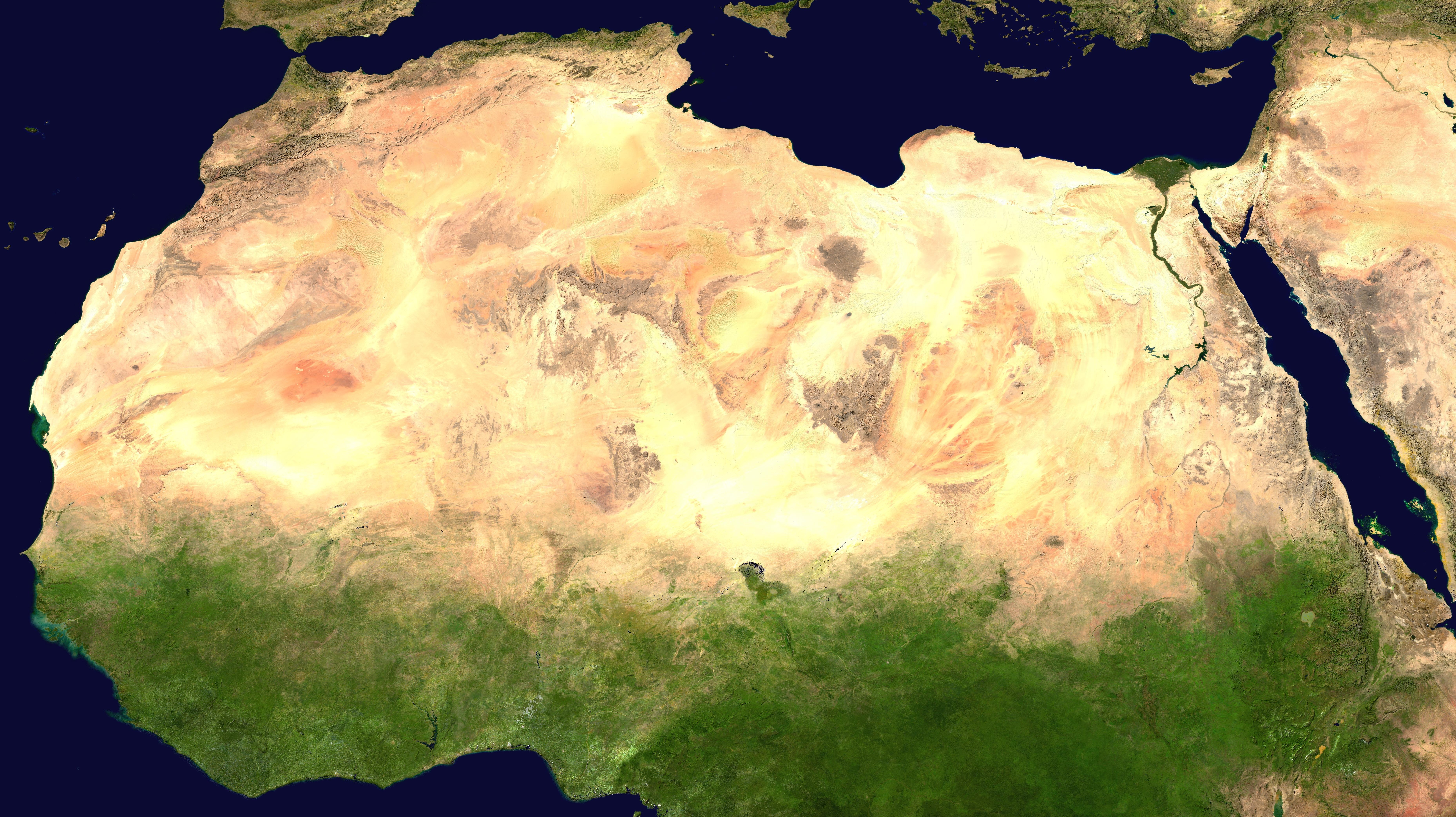
Il deserto del Sahara, immagine scattata da satellite. Esso è il deserto caldo più grande del mondo ed il terzo deserto più grande dopo i deserti polari

Un ambiente naturale comprende tutte le entità (viventi e non viventi) e attività che si verificano in modo naturale, o non artificiale, al suo interno. Quando il termine si applica alla Terra o ad alcuna delle sue parti, l'ambiente comprende l'interazione di tutte le specie viventi, il clima e le risorse naturali che influenzano il ciclo della vita. Il concetto di "ambiente naturale" può essere distinto secondo le sue componenti in:
- unità ecologiche complete che funzionano come sistemi naturali senza un massiccio intervento umano civile, compresi tutta la vegetazione, i microrganismi, il suolo, le rocce, l'atmosfera e i fenomeni naturali che si verificano entro i loro confini e la loro natura;
- risorse naturali universali e fenomeni fisici privi di confini ben definiti, come aria, acqua e clima, nonché energia, radiazioni, carica elettrica e magnetismo, non originati da azioni umane civili.

L'insieme correlato dell'ambiente e di tutta la comunità ecologica degli organismi che lo popolano (incluso l'organismo al quale l'ambiente si riferisce) definisce quello che viene detto un "ecosistema".
Il termine ambiente viene inoltre utilizzato in senso più ampio non solo in riferimento a un singolo organismo, bensì a tutti gli organismi che vivono sul pianeta Terra. In questo senso dunque non ci si riferisce più a una zona circoscritta bensì all'intero pianeta e alle sue particolari caratteristiche che permettono l'esistenza della vita.

## Terminologia
Nell'uso comune, "scienza ambientale" ed "ecologia" sono spesso usati in modo intercambiabile, ma tecnicamente, l'ecologia si riferisce solo allo studio degli organismi e delle loro interazioni tra loro e il loro ambiente. L'ecologia potrebbe essere considerata un sottoinsieme di scienze ambientali, che potrebbe anche riguardare questioni di natura puramente chimica o di salute pubblica (ad esempio), per cui è improbabile che gli ecologi studino. In pratica, vi è una considerevole sovrapposizione tra il lavoro degli ecologisti e di altri scienziati ambientali.
Il National Center for Education Statistics negli Stati Uniti definisce un programma accademico in scienze ambientali come segue:
"Un programma che si concentra sull'applicazione di principi biologici, chimici e fisici allo studio dell'ambiente fisico e alla soluzione di problemi ambientali, compresi argomenti come la riduzione o il controllo dell'inquinamento e del degrado ambientale; l'interazione tra la società umana e l'ambiente naturale; e gestione delle risorse naturali. Include istruzioni in biologia, chimica, fisica, geoscienze, climatologia, statistica e modelli matematici."

## Composizione interna

La struttura stratificata della Terra: (1) nucleo interno; (2) nucleo esterno; (3) mantello inferiore; (4) mantello superiore; (5) litosfera; (6) crosta terrestre.

Le scienze della Terra generalmente riconoscono 5 sfere, la litosfera, la stratosfera, l'idrosfera, l'atmosfera e la biosfera come corrispondenti rispettivamente a rocce, acqua, aria e vita. Alcuni scienziati includono come parte delle sfere della Terra, la criosfera (corrispondente al ghiaccio) come una porzione distinta dell'idrosfera, così come la pedosfera (corrispondente al suolo) come una sfera attiva e mescolata. Le scienze della Terra (conosciute anche come geoscienze, scienze geografiche o scienze della Terra), sono un termine onnicomprensivo per le scienze legate al pianeta Terra. Esistono quattro discipline principali nelle scienze della Terra, vale a dire geografia, geologia, geofisica e geodesia. Queste importanti discipline usano la fisica, la chimica, la biologia, la cronologia e la matematica per costruire una comprensione qualitativa e quantitativa delle principali aree o sfere della Terra.

## Componenti di un ambiente
Le componenti che caratterizzano un ambiente rispetto a uno specifico organismo sono:
- lo spazio in cui l'organismo vive;
- l'insieme delle risorse presenti all'interno di tale spazio e indispensabili a garantire la vita all'organismo, tra cui il suolo, l'atmosfera, l'acqua, la flora, la fauna;
- le interrelazioni che sussistono tra l'organismo e gli altri esseri viventi presenti in tale spazio;
- le condizioni fisiche (temperatura, pressione, irraggiamento solare, ecc.), chimiche (pH, concentrazione salina, composizione dell'aria, ecc.) e biologiche (catena alimentare, interazioni biologiche, ecc.) in cui si svolge la vita dell'organismo.

### Fattori biotici e abiotici

Esempio di interazione tra componenti dell'ambiente biotico (organismi viventi) e componenti dell'ambiente abiotico (luce solare, ossigeno, anidride carbonica)

All'interno dello stesso ambiente, è possibile distinguere tra fattori biotici ("vitali") e fattori abiotici ("senza vita").
La complessa interazione fra questi fattori ambientali e gli esseri viventi si definiscono un ecosistema. È quindi fondamentale che il sistema venga mantenuto in equilibrio per preservare gli ecosistemi e la vita.
L'ambiente biotico corrisponde alle componenti dell'ambiente che riguardano altri esseri viventi (della stessa specie o di una specie differente) a contatto con l'organismo al quale l'ambiente si riferisce. In particolare quando si parla di ambiente biotico ci si riferisce agli altri esseri viventi presenti nell'ambiente e alle relazioni che questi hanno con l'organismo in questione, tra cui: competizione, predazione, parassitismo, relazioni sociali, familiari e sessuali.

Gli organismi che fanno parte di un ambiente si distinguono in organismi produttori (vegetali), consumatori (animali) e decompositori (funghi e batteri).
L'ambiente abiotico è invece costituito dalle componenti dell'ambiente "non viventi", tra cui: l'acqua, l'aria, i minerali, il clima, la morfologia della crosta terrestre e la natura del suolo.

### Rapporti tra specie diverse in un ambiente
Allo scopo di definire il rapporto tra l'ambiente e le specie che vivono in esso, un ambiente condiviso da una singola specie o da varie specie associate tra loro viene detto "biotopo", mentre l'insieme degli organismi viventi che popolano un determinato spazio è detto "biota".

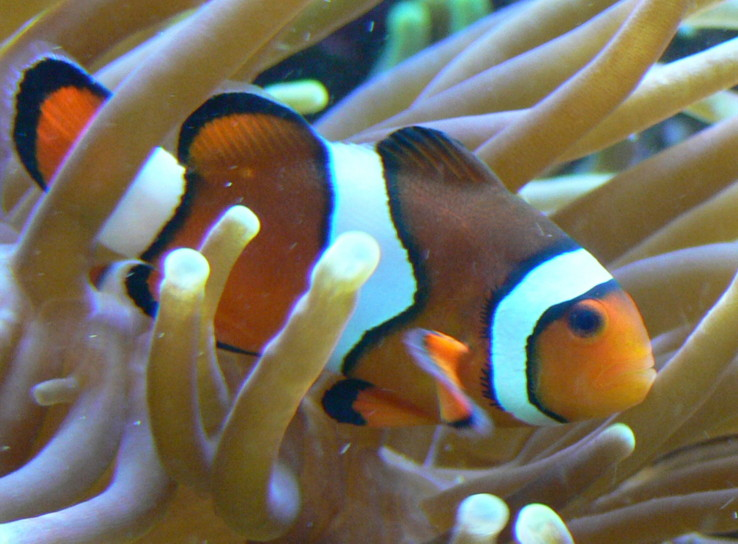
Esempio di specie in simbiosi: pesce pagliaccio e anemone

I rapporti tra le specie che vivono all'interno di uno stesso ambiente o biotopo possono essere differenti:
- Rapporto complementare
  - Mutualismo - All'interno di uno stesso ambiente differenti specie possono convivere in modi diversi secondo vari modelli di simbiosi; quando i due organismi traggono reciproco vantaggio dall'associazione e nessuno degli individui delle due specie risulta capace di vivere isolato, la simbiosi viene detta "mutualistica" o mutualismo.
  - Protocooperazione - Si parla di "protocooperazione" quando le due specie traggono un vantaggio reciproco pur essendo in grado di vivere separatamente.
  - Commensalismo - Si parla di commensalismo quando solo una delle due specie trae vantaggio dall'associazione, ma senza danno diretto per l'altra. Un caso particolare di commensalismo è l'inquilinismo, cioè il caso di animali che si insediano sopra o all'interno del corpo di un altro animale senza danneggiarlo e i rapporti fra le due specie si riducono all'occupazione di spazio comune.
- Rapporto concorrenziale
  - Competizione per interferenza indiretta - Si ha quando entrambe le specie si inibiscono a vicenda.
  - Competizione per sfruttamento - Si ha quando ciascuna specie inibisce indirettamente l'altra a causa dello sfruttamento di risorse comuni.

- Rapporto antagonista

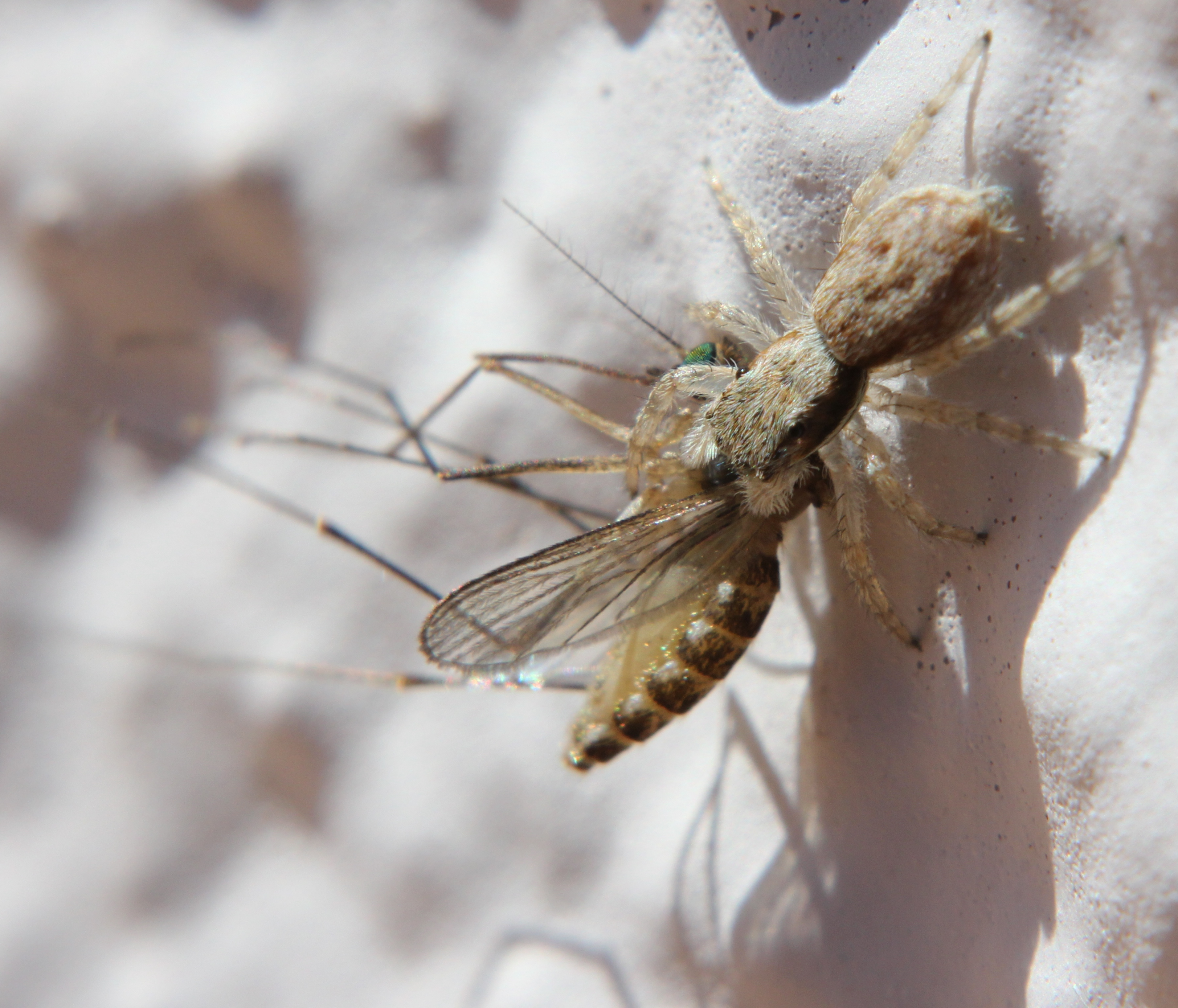
Esempio di predazione: un ragno mentre afferra una zanzara per cibarsene

  - Parassitismo - Si ha quando una delle due specie conviventi (in simbiosi) trae vantaggio dall'associazione a scapito dell'altra, che ne è danneggiata più o meno profondamente.
  - Predazione - Si parla di predazione se una specie utilizza l'altra specie come fonte di cibo.
  - Parassitoidismo - Rapporto intermedio tra il parassitismo e la predazione, in cui la specie cosiddetta "parassitoide" instaura con l'ospite un rapporto trofico del tutto indipendente dalla fisiologia dell'ospite, nutrendosi indifferentemente dei suoi tessuti e portando di fatto alla morte della vittima, quasi sempre prima che questa abbia raggiunto il completo sviluppo.

Si parla inoltre di "neutralismo" quando non esiste un rapporto tra le specie, ovvero quando esse non interagiscono tra loro.

### Fattori limitanti
Vengono detti "fattori limitanti" quelle condizioni senza cui un organismo non può vivere.
La natura spesso usa i fattori limitanti per impedire che una determinata popolazione si sviluppi a tal punto da raggiungere livelli non sostenibili. Si parla in questo caso di "resistenza ambientale" per riferirsi a tali fattori grazie ai quali l'ambiente si protegge dagli effetti di sovrappopolazione della specie in questione. Tali fattori limitanti possono essere di tipo fisico (ad esempio: temperatura, umidità e presenza di precipitazioni) oppure di tipo chimico (ad esempio: presenza di gas atmosferici e di sostanze nutrienti).

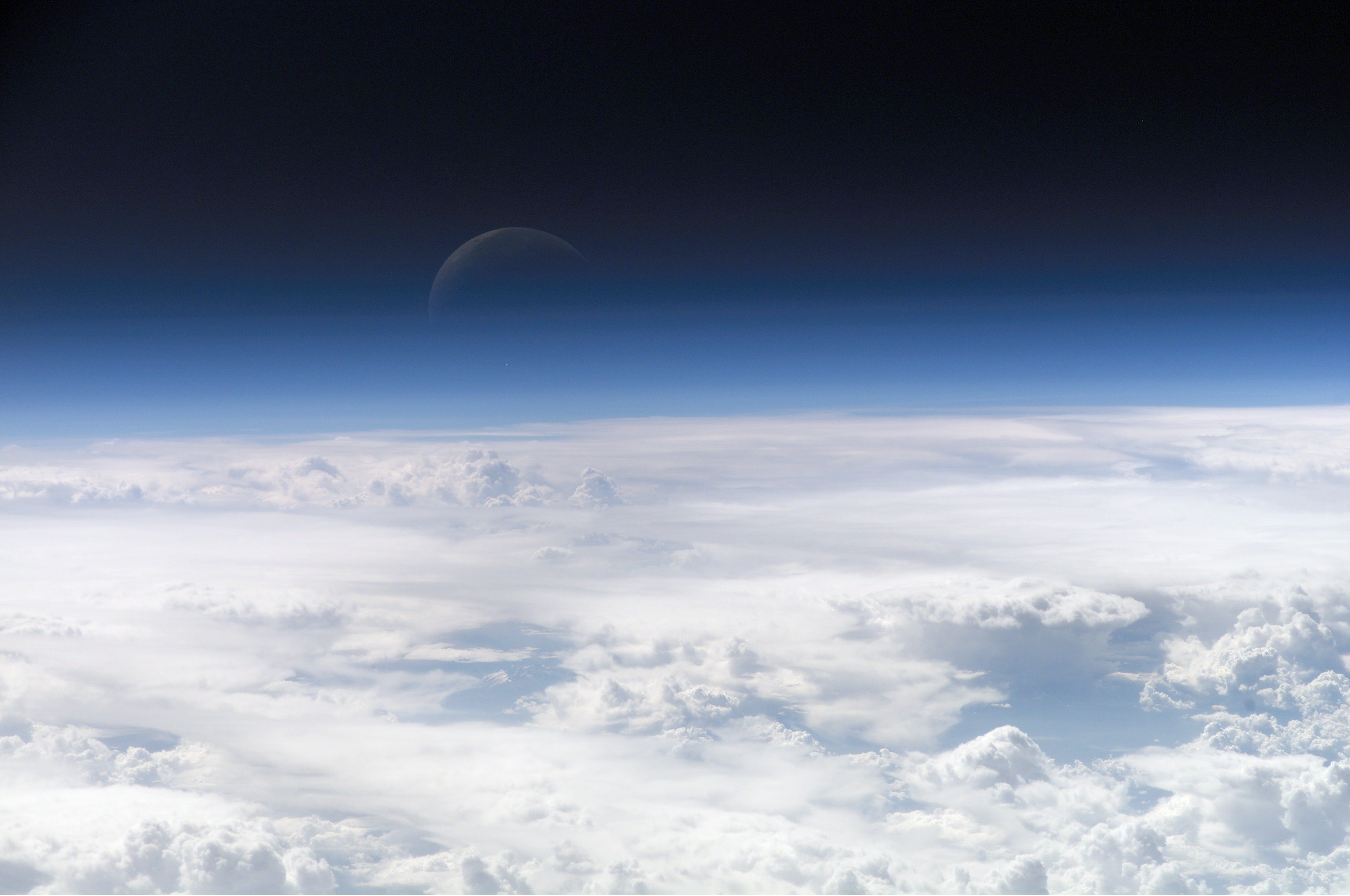
I gas atmosferici diffondono la luce blu più delle altre lunghezze d'onda, creando un alone blu quando visti dallo spazio

## Atmosfera, clima e tempo
L'atmosfera della Terra funge da fattore chiave nel sostenere l'ecosistema planetario. Il sottile strato di gas che avvolge la Terra è tenuto in posizione dalla gravità del pianeta. L'aria secca è composta per il 78% di azoto, il 21% di ossigeno, l'1% di argon e altri gas inerti, come l'anidride carbonica. I gas rimanenti sono spesso indicati come gas in traccia, tra cui i gas serra come vapore acqueo, anidride carbonica, metano, protossido di azoto e ozono. L'aria filtrata include tracce di molti altri composti chimici. L'aria contiene anche una quantità variabile di vapore acqueo e sospensioni di goccioline d'acqua e cristalli di ghiaccio visti come nuvole. Molte sostanze naturali possono essere presenti in minuscole quantità in un campione di aria non filtrata, tra cui polvere, polline e spore, spruzzi di mare, ceneri vulcaniche e meteoroidi. Possono anche essere presenti vari inquinanti industriali, come cloro (elementare o nei composti), composti del fluoro, mercurio elementare e composti dello zolfo come l'anidride solforosa.

Il fulmine è una scarica atmosferica di elettricità accompagnata da un tuono che si verifica durante i temporali e alcune altre condizioni naturali

Lo strato di ozono dell'atmosfera terrestre svolge un ruolo importante nell'esaurire la quantità di radiazione ultravioletta (UV) che raggiunge la superficie. Poiché il DNA è prontamente danneggiato dalla luce UV, ciò serve a proteggere la vita in superficie. L'atmosfera trattiene anche il calore durante la notte, riducendo così le temperature estreme quotidiane.

### Strati dell'atmosfera

#### Strati principali
L'atmosfera terrestre può essere divisa in cinque strati principali. Questi strati sono principalmente determinati dall'aumento o dalla diminuzione della temperatura con l'altitudine. Dal più alto al più basso, questi livelli sono:
- Esosfera: lo strato più esterno dell'atmosfera terrestre si estende dall'esobase verso l'alto, composto principalmente da idrogeno ed elio.
- Termosfera: la parte superiore della termosfera è la parte inferiore dell'esosfera, chiamata "exobase". La sua altezza varia con l'attività solare e varia da circa 350 a 800 km. La Stazione spaziale internazionale orbita in questo livello, tra 320 e 380 km.
- Mesosfera: la mesosfera si estende dalla stratopausa a 80–85 km. È lo strato in cui la maggior parte delle meteore brucia quando entra nell'atmosfera.
- Stratosfera: la stratosfera si estende dalla tropopausa a circa 51 km. La stratopausa, che è il confine tra la stratosfera e la mesosfera, è in genere da 50 fino ai 55 km.
- Troposfera: la troposfera inizia in superficie e si estende tra 7 km ai poli e 1 km all'equatore, con alcune variazioni dovute al tempo. La troposfera è principalmente riscaldata dal trasferimento di energia dalla superficie, quindi in media la parte più bassa della troposfera è più calda e la temperatura diminuisce con l'altitudine. La tropopausa è il confine tra troposfera e stratosfera.

##### Altri strati
All'interno dei cinque strati principali determinati dalla temperatura ci sono diversi strati determinati da altre proprietà.
- Lo strato di ozono è contenuto nella stratosfera. Si trova principalmente nella parte inferiore della stratosfera tra circa 15–35 km, anche se lo spessore varia stagionalmente e geograficamente. Circa il 90% dell'ozono nella nostra atmosfera è contenuto nella stratosfera.
- La ionosfera, la parte dell'atmosfera che viene ionizzata dalla radiazione solare, si estende da 50 fino a 1 000 km, e in genere si sovrappone sia all'esosfera sia alla termosfera. Forma il bordo interno della magnetosfera.
- L'omosfera e l'eterosfera: l'omosfera comprende la troposfera, la stratosfera e la mesosfera. La parte superiore dell'eterosfera è composta quasi completamente da idrogeno, l'elemento più leggero.
- Lo strato limite planetario è la parte della troposfera che è più vicina alla superficie terrestre e ne è direttamente interessata, principalmente attraverso la diffusione turbolenta.

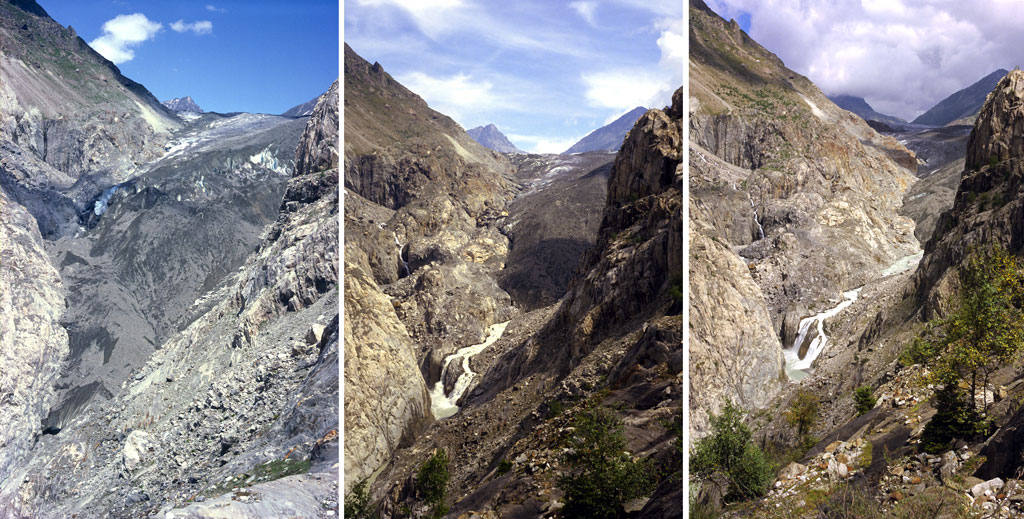
Il ritiro dei ghiacciai dal 1850 del ghiacciaio dell'Aletsch nelle Alpi svizzere (situazione nel 1979, 1991 e 2002), a causa del riscaldamento globale

### Effetti del riscaldamento globale
I pericoli del riscaldamento globale vengono sempre più studiati da un ampio consorzio globale di scienziati. Questi scienziati sono sempre più preoccupati per i potenziali effetti a lungo termine del riscaldamento globale sul nostro ambiente naturale e sul pianeta. Di particolare preoccupazione è il modo in cui i cambiamenti climatici e il riscaldamento globale causati da emissioni antropogeniche o prodotte dall'uomo di gas a effetto serra, in particolare l'anidride carbonica, possono agire in modo interattivo e avere effetti negativi sul pianeta, sul suo ambiente naturale e sull'esistenza umana. È chiaro che il pianeta si sta riscaldando e riscaldando rapidamente. Ciò è dovuto all'effetto serra, che è causato dai gas serra, che intrappolano il calore all'interno dell'atmosfera terrestre a causa della loro struttura molecolare più complessa che consente loro di vibrare e, a sua volta, intrappolano il calore e lo rilasciano nuovamente verso la Terra. Questo riscaldamento è anche responsabile dell'estinzione degli habitat naturali, che a sua volta porta a una riduzione della popolazione selvatica. Il rapporto più recente del gruppo intergovernativo di esperti sui cambiamenti climatici (il gruppo dei principali scienziati climatici del mondo) ha concluso che la Terra si riscalderà da 2,7 gradi Celsius, tra il 1990 e il 2100. Gli sforzi si sono concentrati sempre più sulla mitigazione dei gas a effetto serra che stanno causando cambiamenti climatici, sullo sviluppo di strategie adattative al riscaldamento globale, per aiutare l'uomo, altre specie animali e vegetali, ecosistemi, regioni e nazioni ad adattarsi agli effetti del riscaldamento globale. Alcuni esempi di recenti collaborazioni per affrontare i cambiamenti climatici e il riscaldamento globale includono:

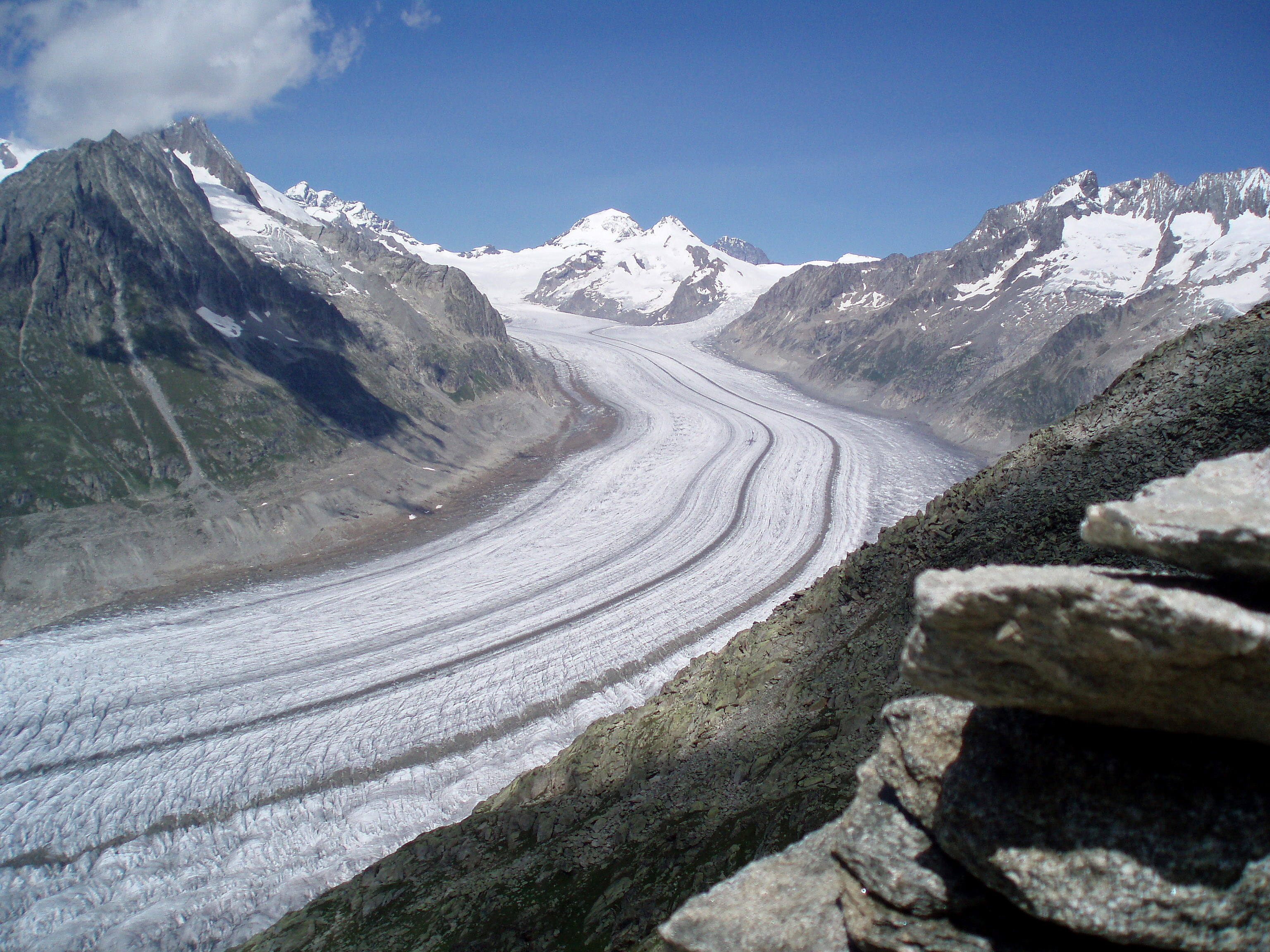
Un'altra visione del ghiacciaio dell'Aletsch nelle Alpi svizzere, che a causa del riscaldamento globale è in calo

- Il Trattato della Convenzione quadro delle Nazioni Unite e la Convenzione sui cambiamenti climatici, per stabilizzare le concentrazioni di gas a effetto serra nell'atmosfera a un livello tale da prevenire pericolose interferenze antropogeniche con il sistema climatico.
- Il protocollo di Kyoto, che è il protocollo della convenzione quadro internazionale sul trattato sui cambiamenti climatici, sempre con l'obiettivo di ridurre i gas a effetto serra nel tentativo di prevenire i cambiamenti climatici antropogenici.
- La Western Climate Initiative, per identificare, valutare e attuare modi collettivi e cooperativi per ridurre i gas a effetto serra nella regione, concentrandosi su un sistema cap-and-trade basato sul mercato.

Una sfida significativamente profonda è quella di identificare le dinamiche ambientali naturali in contrasto con i cambiamenti ambientali non all'interno delle variazioni naturali. Una soluzione comune è quella di adattare una visione statica trascurando l'esistenza di varianze naturali. Metodologicamente, questo punto di vista potrebbe essere difeso osservando processi che cambiano lentamente e con serie temporali brevi, mentre il problema si presenta quando i processi rapidi diventano essenziali nell'oggetto dello studio.

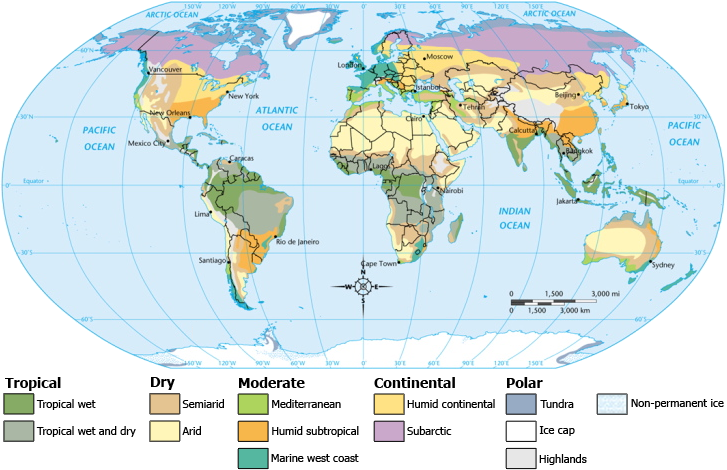
Mappa mondiale delle classificazioni climatiche

### Clima
Il clima esamina le statistiche di temperatura, umidità, pressione atmosferica, vento, precipitazioni, conteggio delle particelle atmosferiche e altri elementi meteorologici in una determinata regione per lunghi periodi di tempo. Il tempo, d'altra parte, è la condizione attuale di questi stessi elementi per periodi fino a due settimane, I climi possono essere classificati in base agli intervalli medi e tipici delle diverse variabili, più comunemente temperatura e precipitazioni. Lo schema di classificazione più comunemente usato è quello originariamente sviluppato da Wladimir Köppen. Il sistema Thornthwaite, in uso dal 1948, utilizza l'evapotraspirazione e le informazioni sulla temperatura e sulle precipitazioni per studiare la diversità delle specie animali e i potenziali impatti dei cambiamenti climatici.

### Tempo meteorologico
Il tempo è un insieme di tutti i fenomeni che si verificano in una determinata area atmosferica in un determinato momento. La maggior parte dei fenomeni meteorologici si verificano nella troposfera, appena sotto la stratosfera. Il tempo meteorologico si riferisce, in genere, alla temperatura quotidiana e alle attività di precipitazione, mentre il clima è il termine per le condizioni atmosferiche medie per periodi di tempo più lunghi. Se usato senza qualifica, "tempo" è inteso come il tempo della Terra.
Il tempo si verifica a causa delle differenze di densità (temperatura e umidità) tra un luogo e un altro. Queste differenze possono verificarsi a causa dell'angolo del Sole in qualsiasi punto particolare, che varia in base alla latitudine dai tropici. Il forte contrasto di temperatura tra l'aria polare e quella tropicale dà origine al flusso del getto. I sistemi meteorologici alle medie latitudini, come i cicloni extratropicali, sono causati da instabilità del flusso del getto. Poiché l'asse terrestre è inclinato rispetto al suo piano orbitale, la luce solare è incidente ad angoli diversi in diversi periodi dell'anno. Sulla superficie terrestre, le temperature di solito vanno da 40 °C ogni anno. Nel corso di migliaia di anni, i cambiamenti nell'orbita terrestre hanno influenzato la quantità e la distribuzione dell'energia solare ricevuta dalla Terra e influenzano il clima a lungo termine.
Le differenze di temperatura superficiale a loro volta causano differenze di pressione. Le quote più alte sono più fredde delle quote più basse a causa delle differenze nel riscaldamento a compressione. Le previsioni del tempo sono l'applicazione della scienza e della tecnologia per prevedere lo stato dell'atmosfera per un tempo futuro e una data posizione. L'atmosfera è un sistema caotico e piccoli cambiamenti in una parte del sistema possono crescere per avere grandi effetti sul sistema nel suo insieme. Tentativi umani di controllo del tempo sono verificati nel corso della storia umana, e ci sono prove che l'attività umana civile come l'agricoltura e l'industria ha inavvertitamente modificato i modelli meteorologici.

## Acqua sulla Terra

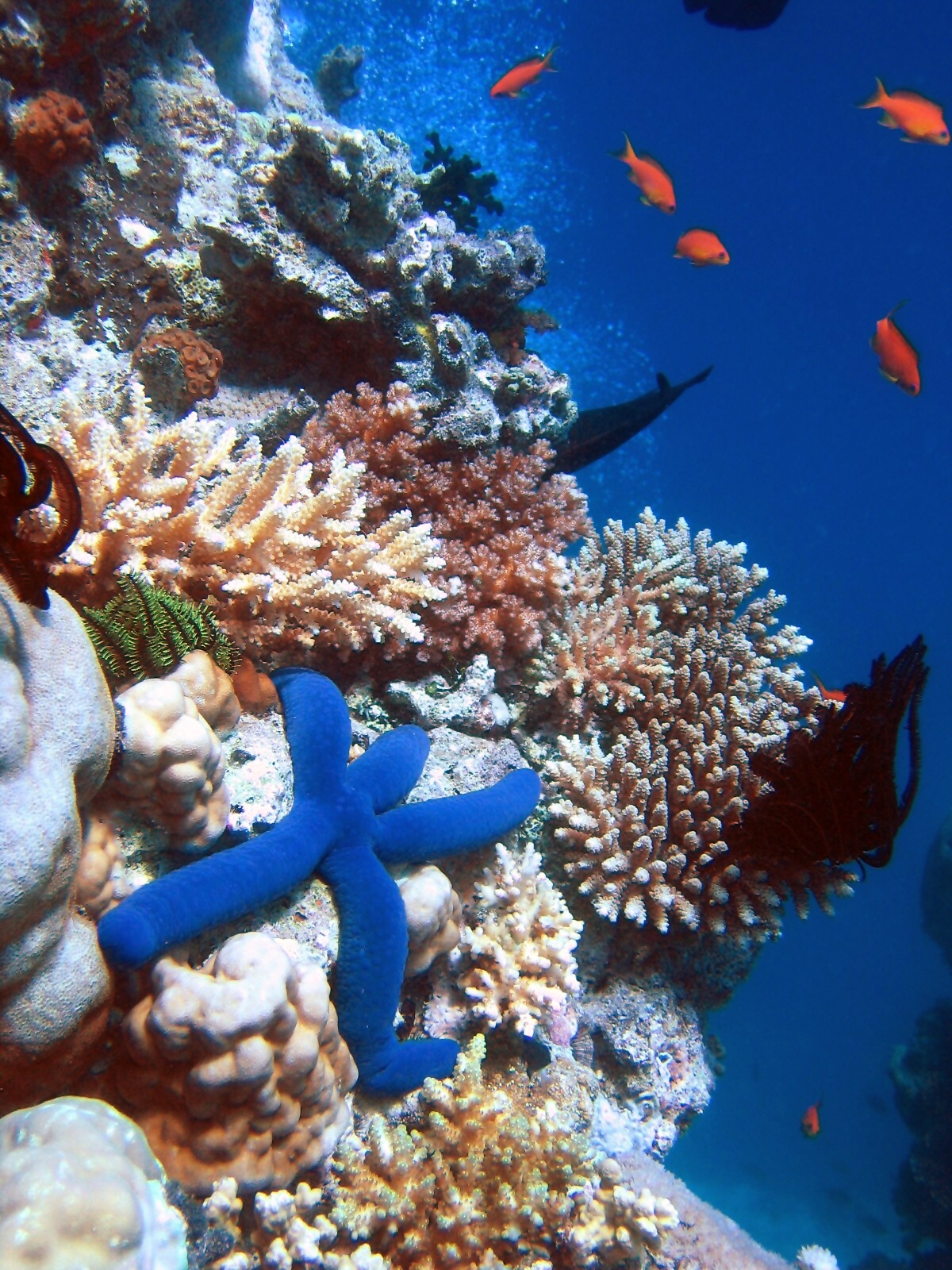
Le barriere coralline hanno una significativa biodiversità marina

La crosta terrestre, o litosfera, è la superficie solida più esterna del pianeta ed è chimicamente e meccanicamente diversa dal mantello sottostante. È stato generato notevolmente da processi ignei in cui il magma si raffredda e si solidifica per formare la roccia solida. Sotto la litosfera si trova il mantello che viene riscaldato dal decadimento degli elementi radioattivi. Il mantello, sebbene solido, si trova in uno stato di convezione reica. Questo processo di convezione fa muovere le placche litosferiche, anche se lentamente. Il processo risultante è noto come tettonica a zolle. I vulcani derivano principalmente dallo scioglimento del materiale della crosta subdotto o del mantello che sale alle creste e ai pennacchi del medio oceano.

### Oceani
Un oceano è un grande corpo di acqua salata e un componente dell'idrosfera. Circa il 71% della superficie terrestre (un'area di circa 362 milioni di chilometri quadrati) è coperta dall'oceano, un corpo idrico continuo che è abitualmente suddiviso in diversi oceani principali e mari più piccoli. Più della metà di questa area supera i 3.000 metri in profondità. La salinità oceanica media è di circa 3,5% e quasi tutta l'acqua di mare ha una salinità compresa tra 3,0% e 3,8%. Sebbene generalmente riconosciute come diversi oceani "separati", queste acque comprendono un corpo globale, interconnesso di acqua salata, spesso definito come oceano mondiale o oceano globale. I fondali marini profondi sono più della metà della superficie terrestre e sono tra gli ambienti naturali meno modificati. Le principali divisioni oceaniche sono definite in parte dai continenti, vari arcipelaghi e altri criteri: queste divisioni sono (in ordine decrescente di dimensioni) l'Oceano Pacifico, l'Oceano Atlantico, l'Oceano Indiano, l'Oceano Antartico e dell'Oceano Artico.

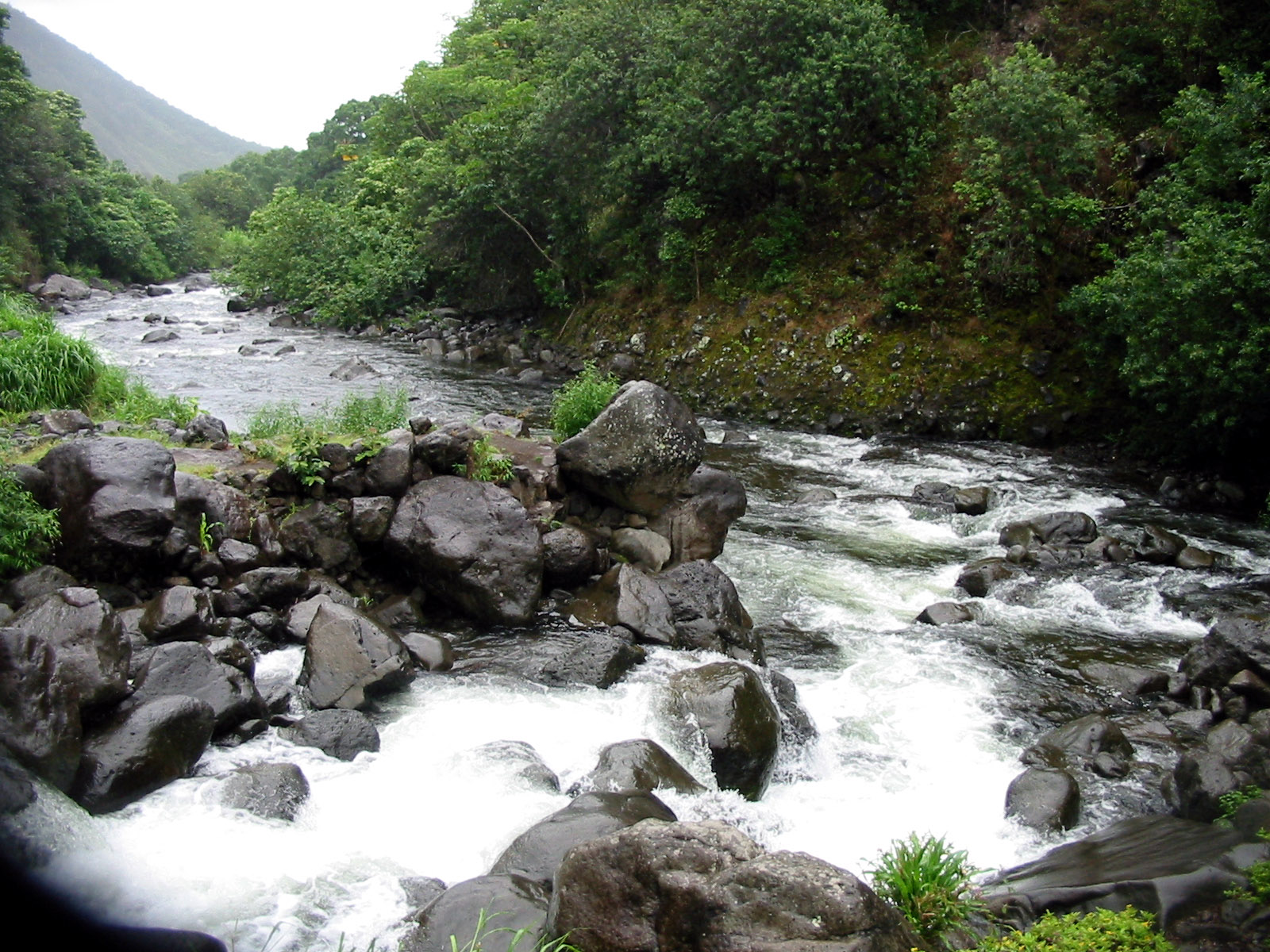
Flusso roccioso nello stato americano delle Hawaii

### Fiumi
Un fiume è un corso d'acqua naturale, generalmente d'acqua dolce, che scorre verso un oceano, un lago, un mare o un altro fiume. Alcuni fiumi semplicemente scorrono nel terreno e si prosciugano completamente prima di raggiungere un altro specchio d'acqua.
L'acqua in un fiume è di solito in un canale, costituito da un letto di torrente tra le rive. Nei fiumi più grandi c'è anche una più ampia pianura alluvionale modellata da acque che si sovrappongono al canale. Le pianure alluvionali possono essere molto ampie in relazione alle dimensioni del canale fluviale. I fiumi fanno parte del ciclo idrologico. L'acqua all'interno di un fiume viene generalmente raccolta dalle precipitazioni attraverso il deflusso superficiale, la ricarica delle acque sotterranee, le sorgenti e il rilascio di acqua immagazzinata nei ghiacciai.
I piccoli fiumi possono anche essere definiti con molti altri nomi, tra cui ruscello e torrente. La loro corrente è confinata in un alveo e nelle rive del fiume. I flussi svolgono un ruolo importante nel corridoio biologico nel collegare habitat frammentati e quindi nel preservare la biodiversità. Lo studio di corsi d'acqua e corsi d'acqua in generale è noto come idrologia superficiale.

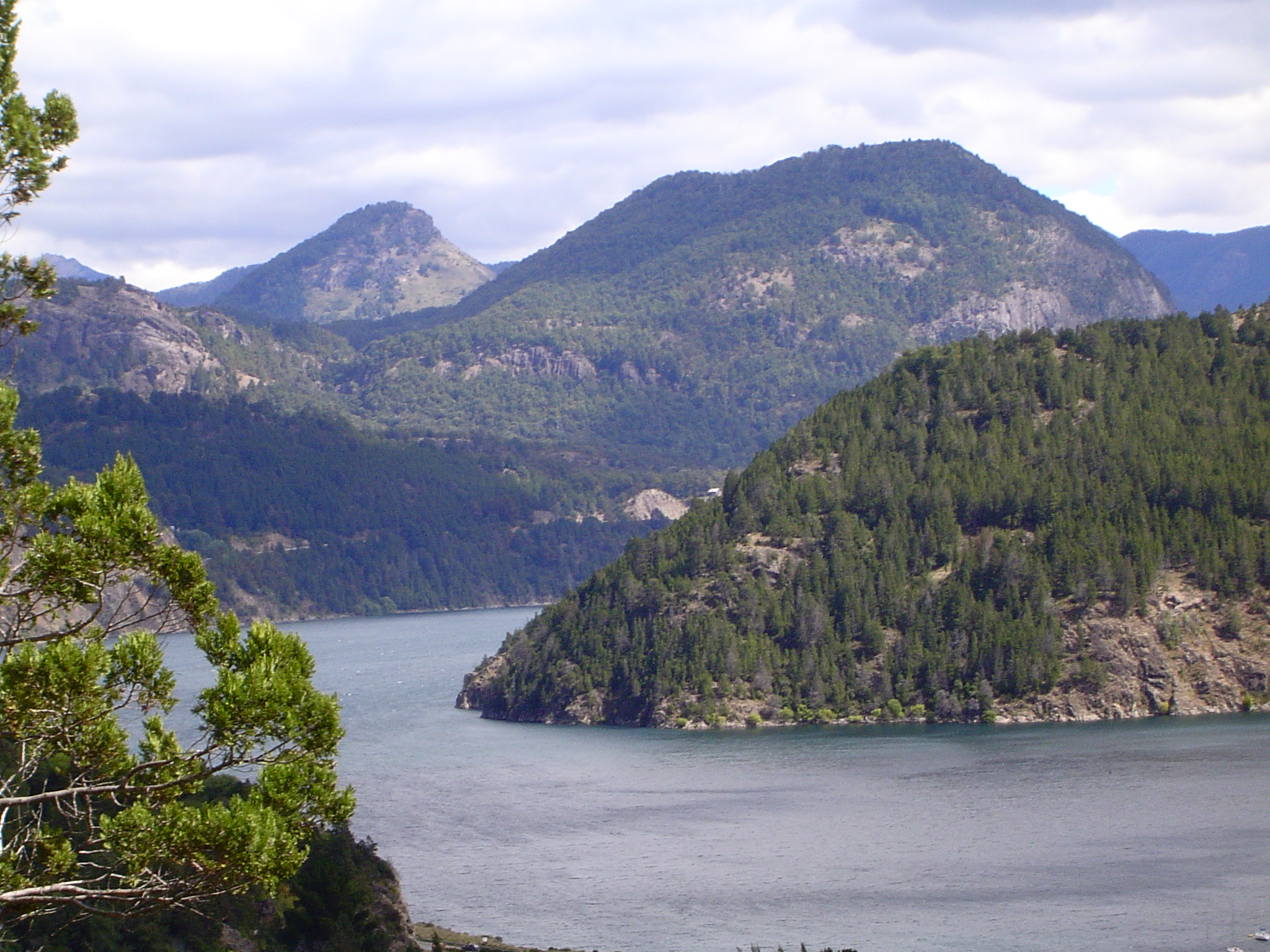
Lago Lácar, di origine glaciale

### Laghi
Un lago (dal latino "lacus") è una caratteristica del terreno, uno specchio d'acqua che si trova sul fondo del bacino. Un corpo idrico è considerato un lago quando è nell'entroterra, non fa parte di un oceano ed è più grande e più profondo di uno stagno.
I laghi naturali sulla Terra si trovano generalmente in aree montuose, zone di frattura e aree con glaciazione in corso o recente. Altri laghi si trovano nei bacini endoreici o lungo i corsi dei fiumi maturi. In alcune parti del mondo, ci sono molti laghi a causa di schemi di drenaggio caotici lasciati dall'ultima era glaciale. Tutti i laghi sono temporanei su scale temporali geologiche, poiché si riempiono lentamente di sedimenti o si riversano fuori dal bacino che li contiene.

### Stagni
Uno stagno è un corpo di acqua stagnante, naturale o artificiale, che di solito è più piccolo di un lago. Un'ampia varietà di corpi idrici artificiali sono classificati come stagni, inclusi giardini acquatici progettati per ornamenti estetici, stagni per pesci progettati per l'allevamento di pesci commerciali e stagni solari progettati per immagazzinare energia termica. Stagni e laghi si distinguono dai corsi d'acqua per la loro velocità attuale. Mentre le correnti nei corsi d'acqua sono facilmente osservabili, stagni e laghi possiedono micro-correnti guidate termicamente e correnti moderate guidate dal vento. Queste caratteristiche distinguono uno stagno da molte altre caratteristiche del terreno acquatico, come le pozze d'acqua e le pozze di marea.

### Impatto umano sull'acqua
Gli esseri umani hanno un impatto sull'acqua in diversi modi come la modifica dei fiumi (attraverso dighe e canalizzazione dei corsi d'acqua), l'urbanizzazione e la deforestazione. Questi incidono sui livelli dei laghi, sulle condizioni delle acque sotterranee, sull'inquinamento delle acque, sull'inquinamento termico e sull'inquinamento marino. Gli umani modificano i fiumi usando la manipolazione diretta dei canali. Stiamo costruendo dighe e bacini e manipolando la direzione dei fiumi e il percorso dell'acqua. Le dighe sono buone per noi, alcune comunità hanno bisogno dei bacini per sopravvivere. Tuttavia, bacini e dighe possono avere un impatto negativo sull'ambiente e sulla fauna selvatica. Le dighe bloccano la migrazione dei pesci e lo spostamento degli organismi verso il basso. L'urbanizzazione influenza l'ambiente a causa della deforestazione e del cambiamento dei livelli dei laghi, delle condizioni delle acque sotterranee, ecc. La deforestazione e l'urbanizzazione vanno di pari passo. La deforestazione può causare inondazioni, calo del flusso e cambiamenti nella vegetazione fluviale. La vegetazione che cambia si verifica perché quando gli alberi non riescono a ottenere acqua adeguata iniziano a deteriorarsi, portando a una riduzione dell'approvvigionamento di cibo per la fauna selvatica in una zona.

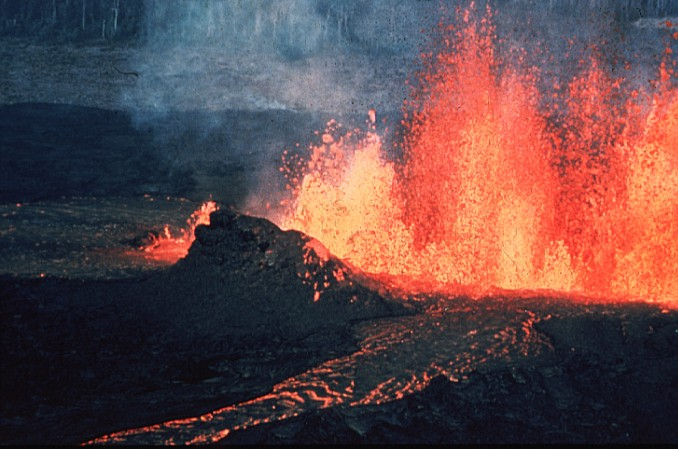
Una fenditura vulcanica e canale lavico

## Attività geologica
La crosta terrestre, o litosfera, è la superficie solida più esterna del pianeta ed è chimicamente e meccanicamente diversa dal mantello sottostante. È stato generato notevolmente da processi ignei in cui il magma si raffredda e si solidifica per formare la roccia solida. Sotto la litosfera si trova il mantello che viene riscaldato dal decadimento degli elementi radioattivi. Il mantello, sebbene solido, si trova in uno stato di convezione reica. Questo processo di convezione fa muovere le placche litosferiche, anche se lentamente. Il processo risultante è noto come tettonica a zolle. I vulcani derivano principalmente dallo scioglimento del materiale della crosta subdotto o del mantello che sale alle creste e ai pennacchi del medio oceano.

## Ambiente naturale e ambiente costruito
Al fine di evidenziare e studiare gli effetti dell'uomo sull'ambiente circostante, si è soliti distinguere tra "ambiente naturale" e "ambiente costruito".
In particolare si parla di ambiente naturale per riferirsi a un ambiente che non ha subito modifiche da parte dell'uomo o se le modifiche subite sono tali da conservarne il suo aspetto e le sue funzionalità originarie, mentre si parla di ambiente costruito riferendosi a un ambiente "artificiale", cioè le cui caratteristiche sono diretta conseguenza dell'attività umana.
L'ambiente naturale in cui vivono tutti gli organismi della stessa specie è detto habitat. Con tale termine si indica quindi il luogo o l'area geografica le cui caratteristiche fisiche, abiotiche e biotiche possono permettere a una popolazione della specie in questione di vivere e svilupparsi. Esso è un sistema aperto, capace di autoregolarsi e di mantenere un equilibrio dinamico, all'interno del quale si verificano scambi di energia e di informazioni.
I termini "microhabitat" o "microambiente" indicano i dintorni immediati e altri fattori fisici di una pianta o di un animale specifici all'interno del relativo habitat.

### Biomi
Un bioma è l'insieme della flora e fauna che vivono in un habitat e occupano una determinata area geografica.
     regioni polari
     tundra artica
     taiga
     foresta temperata
     steppa continentale
     foresta pluviale
     Macchia mediterranea
     foresta monsonica
     deserto arido
     deserto
     steppa subtropicale
     deserto semiarido
     prateria
     savana
     foresta tropicale asciutta
     tundra alpina
     alta montagna

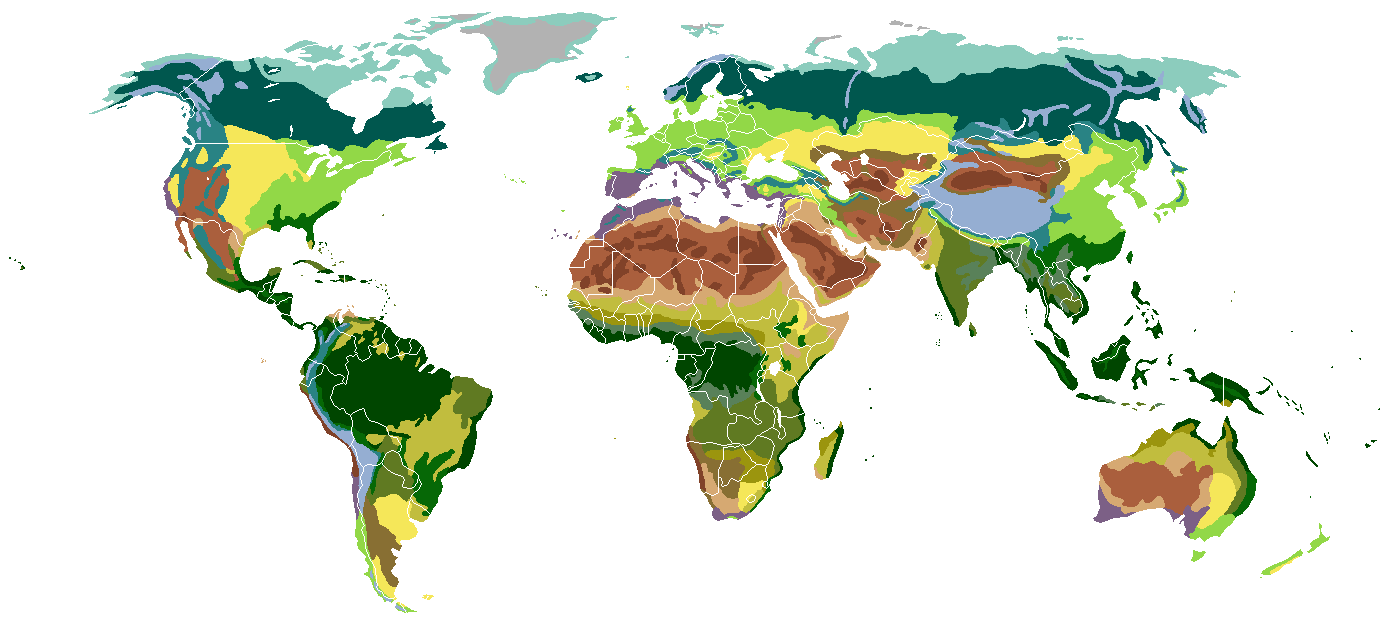
regioni polari
tundra artica
taiga
foresta temperata
steppa continentale
foresta pluviale
Macchia mediterranea
foresta monsonica
deserto arido
deserto
steppa subtropicale
deserto semiarido
prateria
savana
foresta tropicale asciutta
tundra alpina
alta montagna

Il bioma è individuato in base al tipo di vegetazione dominante, che dipende dalle condizioni climatiche, dalla morfologia della superficie e dalla natura del suolo.
La suddivisione della Terra in biomi è una semplificazione in quanto esistono numerosi ambienti con caratteristiche miste, soprattutto nelle zone di passaggio da un ambiente a un altro.
I principali biomi individuabili sulla Terra sono:
- Regioni polari
- Tundra (artica e alpina)
- Taiga
- Alta montagna
- Steppa (continentale e subtropicale)
- Prateria
- Macchia mediterranea
- Deserti (aridi e semiaridi)
- Foresta temperata
- Foresta pluviale (o tropicale o equatoriale)
- Foresta monsonica
- Foresta tropicale asciutta
- Savana.

## Cicli biogeochimici

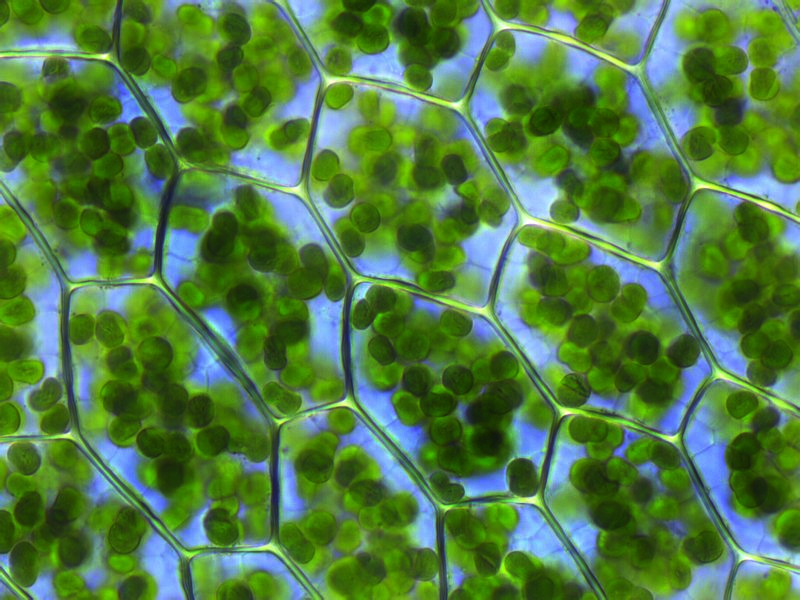
I cloroplasti conducono la fotosintesi e si trovano nelle cellule vegetali e in altri organismi eucariotici

I cicli biogeochimici globali sono fondamentali per la vita, in particolare quelli di acqua, ossigeno, carbonio, azoto e fosforo.
- Il ciclo dell'azoto è la trasformazione di azoto e composti contenenti azoto in natura. È un ciclo che include componenti gassosi.
- Il ciclo dell'acqua, è il movimento continuo dell'acqua sopra, sopra e sotto la superficie della Terra. L'acqua può cambiare gli stati tra liquido, vapore e ghiaccio in vari punti del ciclo dell'acqua. Sebbene l'equilibrio dell'acqua sulla Terra rimanga abbastanza costante nel tempo, le singole molecole d'acqua possono andare e venire.
- Il ciclo del carbonio è il ciclo biogeochimico attraverso il quale il carbonio viene scambiato tra biosfera, pedosfera, geosfera, idrosfera e atmosfera della Terra.
- Il ciclo dell'ossigeno è il movimento dell'ossigeno all'interno e tra i suoi tre serbatoi principali: l'atmosfera, la biosfera e la litosfera. Il principale fattore trainante del ciclo dell'ossigeno è la fotosintesi, che è responsabile della composizione e della vita atmosferica della Terra moderna.
- Il ciclo del fosforo è il movimento del fosforo attraverso la litosfera, l'idrosfera e la biosfera. L'atmosfera non svolge un ruolo significativo nei movimenti del fosforo, poiché i composti di fosforo sono generalmente solidi alle gamme tipiche di temperatura e pressione presenti sulla Terra.

## Le emergenze ambientali
Le caratteristiche dell'ambiente (inteso nel senso più ampio) sono cambiate fortemente nel corso della storia geologica della Terra (deriva dei continenti, glaciazioni e mutamenti climatici connessi), ma nell'attuale epoca (era olocenica o postglaciale) questi cambiamenti non sono stati significativi, se si esclude la pressione ambientale esercitata dall'uomo negli ultimi secoli.
L'attività umana ha profondamente modificato nei secoli l'ambiente, creando città, utilizzando risorse, modificando il paesaggio, inserendo nuove specie in regioni in cui prima erano assenti.

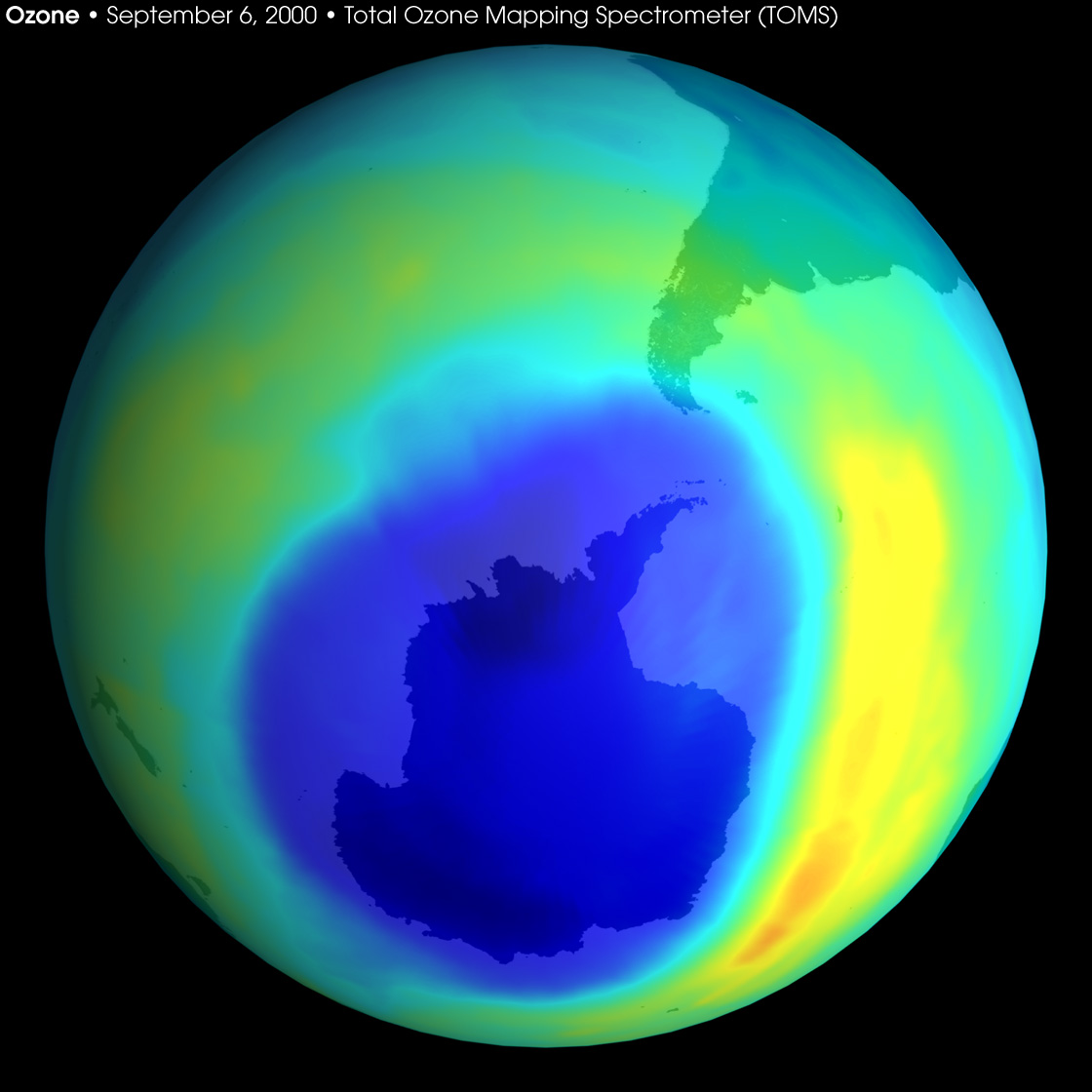
Il buco dell'ozono rappresenta una delle più gravi emergenze ambientali

Questa interferenza nei fattori ambientali ha portato allo sviluppo di problematiche come:
- l'inquinamento ambientale in generale
- l'effetto serra e il riscaldamento globale
- il buco nell'ozono
- la deforestazione e la desertificazione di alcune aree
- le piogge acide
- l'estinzione di numerose specie viventi.

### Buco dell'ozono
Il 29 dicembre 2020 il buco dell'ozono antartico si è chiuso "dopo una stagione eccezionale a causa delle condizioni meteorologiche naturali e della continua presenza di sostanze che riducono lo strato di ozono nell'atmosfera". Lo comunica l'organizzazione mondiale della meteorologia (Omm-Wmo) ricordando che era cresciuto rapidamente da metà agosto scorso, raggiungendo il picco di circa 24,8 milioni di chilometri quadrati il 20 settembre, diffondendosi su gran parte del continente antartico. L'Omm ricorda che "è stato il buco più duraturo e uno dei più grandi e profondi dall'inizio del monitoraggio 40 anni fa".

### Piogge acide
Le piogge acide sono precipitazioni contaminate dall'immissione di ossidi di zolfo e di azoto nell'atmosfera. Questi ossidi, venendo a contatto con l'aria umida, si trasformano in acidi, rispettivamente in acido solforico e acido nitrico. Le principali fonti di questo tipo di inquinamento atmosferico sono gli impianti di riscaldamento, le centrali termoelettriche e i veicoli a motore; questi immettono nell'atmosfera soprattutto anidride solforosa e ossidi di azoto, che possono venire trasportati dai venti anche per lunghe distanze.

## Tutela dell'ambiente

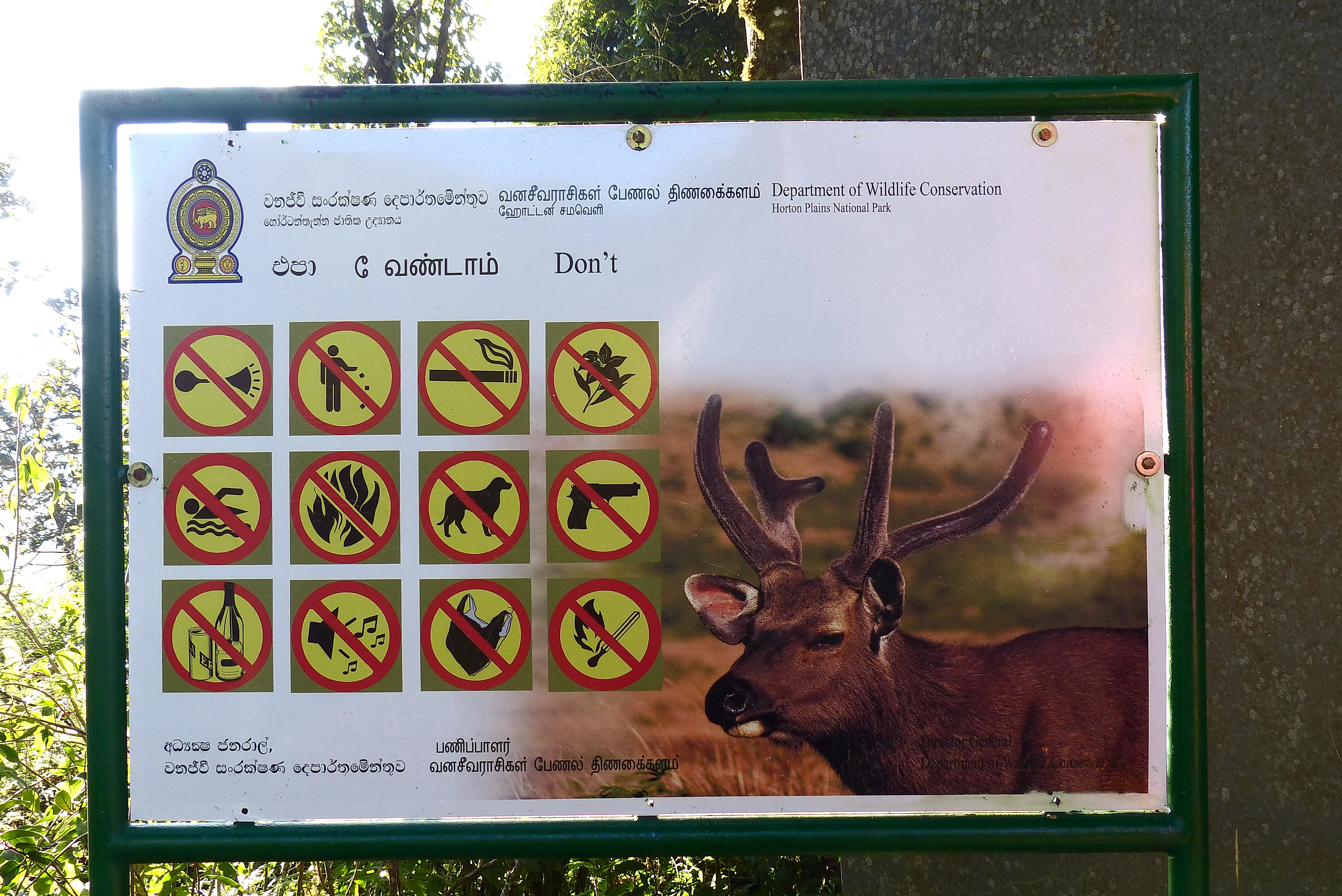
Segnaletica all'entrata del parco naturale di Horton-Plains, nello Sri Lanka. La creazione e la gestione di aree naturali protette, assieme a un'apposita attività di informazione e sensibilizzazione, costituisce un'importante opera di tutela ambientale.

Per gli ambientalisti la tutela dell'ambiente è un obiettivo politico prioritario e urgente. Il danneggiamento dell'ambiente associato ad attività umane, in particolare all'inquinamento e alla cattiva gestione delle risorse crea danni irreversibili alla biodiversità del pianeta con la scomparsa di molte specie, dei relativi ecosistemi e il rischio di un collasso generale che renda il pianeta invivibile anche per la specie-uomo.
Nei primi anni del XXI secolo si va affermando l'idea che la vita di tutti gli esseri viventi, uomo compreso, è strutturalmente legata alla vita di ogni altra specie e alla persistenza delle condizioni fisico-climatiche che permettono lo scambio vitale di risorse fra gli esseri viventi. Ad esempio, in riferimento al ciclo dell'aria, con la luce, per fotosintesi, gli alberi producono ossigeno, gli animali restituiscono loro indispensabile anidride carbonica.
L'ecologia studia precisamente le interrelazioni fra le risorse vitali di tutte le specie - animali e vegetali - e le relative condizioni geoclimatiche (tra cui la disponibilità di luce, aria, suolo e acqua).
L'idea fondamentale è quella che il pianeta Terra debba la propria "fortuna biologica", cioè il proprio ambiente naturale, a un insieme di delicati equilibri millenari che l'uomo dovrebbe cercare di turbare il meno possibile. L'ambiente, la biosfera terrestre, è la somma di tutti gli habitat di ogni specie vivente, è l'insieme di molti diversi ecosistemi che si scambiano risorse vitali. La distruzione di ogni singola specie porta dunque danno al relativo habitat o ecosistema. Peggio ancora: la perdita di ogni singolo habitat porta irreparabilmente danno all'intera biosfera del pianeta Terra.

### Associazioni a tutela dell'ambiente
Alcune tra le più importanti associazioni per la tutela dell'ambiente attive in ambito internazionale sono:
- WWF (World Wildlife Fund): organizzazione non governativa nata in Svizzera nel 1961,[9] opera in un centinaio di nazioni[10] e conta circa 5 milioni di soci.[10]

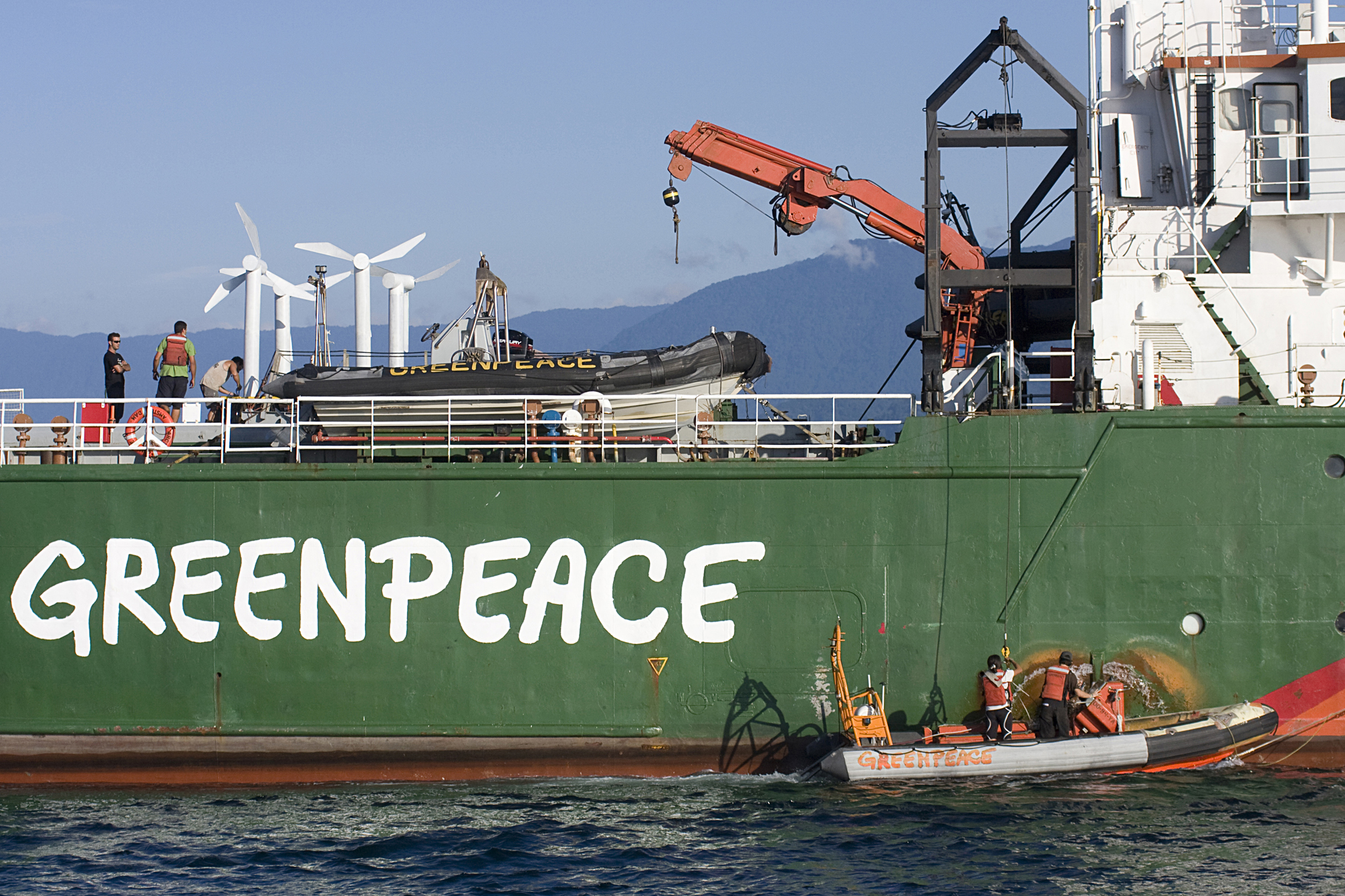
Attivisti Greenpeace durante un'azione di protesta contro l'utilizzo dell'energia nucleare in Brasile

- Greenpeace: organizzazione non governativa ambientalista e pacifista, fondata a Vancouver nel 1971. È attiva in più di 55 nazioni,[11] dove conta circa 2 milioni di soci.[12]
- BirdLife International: organizzazione ambientalista nata nel 1922 sotto il nome di "International Council for Bird Preservation" (ICBP).[13] Conta 119 associazioni partner distribuite in 117 nazioni e territori.[14] Conta in totale più di 13 milioni di membri e sostenitori.[14]
- Green Cross International: organizzazione ambientalista fondata da Michail Gorbačëv nel 1993 a Kyoto, in Giappone.[15] È attiva in più di 30 nazioni.[15]
- Sea Shepherd Conservation Society: organizzazione no-profit attivista per la tutela degli ambienti marini; fu fondata nel 1977 a Vancouver (in Canada) sotto il nome di "Earth Force Society",[16] che fu poi cambiato in "Sea Shepherd Conservation Society" nel 1981.[16]

Nel territorio italiano sono inoltre presenti:
- Federazione Nazionale Pro Naturaː la più antica associazione di tutela ambientale italiana a livello nazionale, costituita con il nome di Movimento Italiano Protezione della Natura nel 1948. Conta oltre cento associazioni locali.[17]
- Legambiente: organizzazione ambientalista nata in Italia nel 1980.[18] Conta più di 115 000 soci e sostenitori.[18]
- Lega Italiana Protezione Uccelli (LIPU): associazione ambientalista fondata nel 1965 sotto il nome di "Lega nazionale contro la distruzione degli uccelli" (Lenacdu).[19] Conta circa 30 000 sostenitori.[20] È partner dell'associazione BirdLife International.[20]
- Lega anti vivisezione: associazione animalista fondata nel 1977. Conta più di 50 000 sostenitori.[21]

### L’ambiente e i suoi strumenti di tutela
L'ambiente è considerato nella sua accezione giuridica come bene della vita, ma non esiste almeno fino ad oggi un “sistema proprio delle fonti del diritto in questa materia”.
Pertanto si possono distinguere due definizioni maggioritarie:
1. La prima è una definizione unitaria, ampia ed onnicomprensiva, per cui l'ambiente consisterebbe nell'equilibrio ecologico della biosfera o dei singoli sistemi di riferimento.
2. La seconda è una definizione pluralista, la cui genesi riflette spesso il carattere emergenziale della materia, per cui l'ambiente assorbirebbe diverse discipline che tutelano acqua, aria, suolo, fauna, flora ecc., oltre ad ulteriori materie di contorno (paesaggio, urbanistica, beni culturali, energia)
La tutela dell'ambiente può essere perseguita con l'uso di differenti tipologie di strumenti (sia normativi ed economici), che possono portare al raggiungimento di tre macro-obiettivi:
- Finanziamento: ovvero, la raccolta di risorse da utilizzarsi con finalità ambientale, sia coprendo i costi dell'impatto delle attività, sia incentivando la prevenzione, la riparazione, la ricerca e lo sviluppo;
- Incentivazione: ovvero, influenzare i comportamenti di consumatori e produttori, spingendoli a comportamenti maggiormente rispettosi dell'ambiente;
- Prevenzione: ovvero, impedire che vengano svolte attività con modalità tali da produrre un impatto negativo sull'ambiente.

Secondo gli Luckin e Lightfoot, economisti di matrice neoclassica, gli strumenti economici sono i mezzi più efficienti per la tutela dell'ambiente e la loro categoria comprende un'ampia gamma di strumenti, tra cui quelli che si riferiscono alla fiscalità.
Questi ultimi sono rappresentati dai cosiddetti tributi ambientali, dove:
1. OCSE li definisce come “strumenti economici per la tutela ambientale”[27](ndr. i tributi ambientali però, non sono gli unici strumenti economici di tutela ambientale);
2. Commissione europea li definisce più precisamente come «tributi la cui base materiale su cui l'imposta è applicata ha un impatto negativo sull'ambiente scientificamente verificabile».